# أولغا لازارتشوك
أولغا لازارتشوك (بالأوكرانية: Лазарчук Ольга Вікторівна)‏ مواليد 3 ديسمبر 1981 في أوكرانيا، هي لاعبة كرة مضرب أوكرانية سابقة بدأت مسيرتها كمحترفة سنة 1997 وكانت تلعب باليد اليمنى، اعتزلت اللعب في 2014. أعلى تصنيف لها في الفردي كان المركز الـ 146 في سنة 2005. أعلى تصنيف لها في الزوجي كان 326.

## روابط خارجية
- أولغا لازارتشوك على موقع رابطة محترفات التنس (الإنجليزية)
- أولغا لازارتشوك على موقع الاتحاد الدولي لكرة المضرب (الإنجليزية)